# Ángelaite
L'ángelaite (simbolo IMA: Áge) è un minerale molto raro appartenente alla famiglia dei "solfuri e solfosali" con composizione chimica Cu2AgPbBiS4.
Il minerale è un omeotipico della galenobismutite.

## Etimologia e storia
L'ángelaite è stata scoperta nel 2003 nella miniera "Ángela" nella provincia di Chubut in Argentina dalla quale ha preso il nome. Inizialmente fu denominata angelaite senza accento, ma nel 2010 venne corretta la denominazione secondo la regola per cui i nomi che derivano da località o nomi propri debbano rispettare l'ortografia originale e i segni diacritici.

## Classificazione
La classica nona edizione della classificazione dei minerali di Strunz, aggiornata dall'Associazione Mineralogica Internazionale (IMA) fino al 2009, elenca l'ángelaite nella classe "2. Solfuri e solfosali" e nella sottoclasse "2.J Solfosali di archetipo PbS"; questa è più finemente suddivisa in base alla composizione del minerale, in modo che l'ángelaite possa essere trovata nella sezione "2.JB Derivati dalla galena, con Pb" dove forma il sistema nº 2.JB.45 insieme a galenobismutite e weibullite.
Tale classificazione subisce una lieve variazione nell'edizione successiva, proseguita dal database "mindat.org": la sezione 2.JB qui viene riorganizzata in modo che l'ángelaite venga trovata nella sezione 2.JB.25f, dove è l'unico membro.
Anche nella Sistematica dei lapis (Lapis-Systematik) di Stefan Weiß l'ángelaite è elencata nella classe dei "solfuri e solfosali" e nella sottoclasse dei "solfosali (S : As,Sb,Bi = x)"; questa è ulteriormente suddivisa in modo da trovare l'ángelaite nella sezione dei "solfosali di piombo con bismuto (x= 6,0 - 1,6)" dove forma il sistema nº II/E.28 insieme a miharaite.
Nella classificazione dei minerali secondo Dana, usata principalmente nel mondo anglosassone, le cose non cambiano molto: l'ángelaite è nella famiglia dei "solfuri e solfosali" e da lì nella sottoclasse dei "solfosali"; qui è nella sezione dei "solfosali con rapporto z/y = 4 e composizione (A+)i(A2+)j[ByCz], A = metalli, B = semimetalli, C = non metalli" dove il minerale forma il sistema nº 03.02.10 insieme a fettelite.

## Abito cristallino
L'ángelaite cristallizza nel sistema ortorombico con il gruppo spaziale Pnma (gruppo nº 62) con i parametri reticolari a = 12,734(5) Å, b = 4,032(1) Å e c = 14,633(5) Å, oltre ad avere 4 unità di formula per cella unitaria.

## Origine e giacitura
L'ángelaite è un minerale ipogeno in vene polimetalliche contenenti oro e argento; probabilmente è parte di un assemblaggio di essoluzione da galena originariamente ricca di rame, argento e bismuto. La paragenesi è con calcopirite, ematite, galena, oro nativo e pirite e, meno frequentemente, con aikinite, cervelleite, miharaite e wittichenite.
L'ángelaite è un minerale molto raro ed è stato trovato solo in pochi siti: la miniera di "Ángela" (42.02556°S 68.97556°W) nel dipartimento di Gastre (Argentina), che è la località tipo del minerale; nello Stato di Gowa (Indonesia); nel distretto minerario di "Pitkyaranta" nel Pitkjarntskij rajon (Carelia) e nei depositi di tungsteno di "Porokhovskoe" e di "Yugo-Konevo", entrambi nel Kaslinskij rajon (oblast' di Čeljabinsk), tutti in Russia.

## Forma in cui si presenta in natura
L'ángelaite si trova sotto forma di inclusioni subedrali, comunemente orientate nella galena con dimensioni fino a 200 μm.
La lucentezza è metallica, il colore è grigio con una sfumatura brunastra, mentre il colore del suo striscio è grigio scuro.